# Diuris fragrantissima
Diuris fragrantissima är en orkidéart som beskrevs av David Lloyd Jones och Mark Alwin Clements. Diuris fragrantissima ingår i släktet Diuris och familjen orkidéer.
Artens utbredningsområde är Victoria i Australien. Inga underarter finns listade i Catalogue of Life.